# Semiothisa agrammata
Semiothisa agrammata es una especie de polilla perteneciente a la familia Geometridae, descrita por el entomólogo francés Achille Guenée en 1858. La hembra de esta especie es ligeramente más grande que el macho, y también se diferencia por ser de color más pálido y tener las líneas que cruzan las alas más marcadas. Cuenta con una subespecie, Semiothisa agrammata collineata desceita por William Warren en 1897 y con distribución en Brasil.

## Descripción
Es una polilla pequeña, con una envergadura de 27 mm. Las alas son de color ocre, con líneas apenas visibles y prácticamente sin diseños. Las alas superiores tienen la muesca apenas perceptible y sin marcas marrones. Cuentan con cuatro pequeñas capas costales negruzcas, de las cuales la segunda, más oblonga, da lugar a una línea casi recta. Las alas inferiores están poco desarrolladas y son cuadrangulares. En la parte inferior, las líneas son más marcadas, pero finas. Las tibias posteriores no se ven hinchadas. Las antenas son pubescentes.